# Џефри Чарлс Александар
Џефри Чарлс Александар (енгл. Jeffrey Charles Alexander; Милвоки, 30. мај 1947) је амерички социолог, један од главних представника неофункционализма, и централна фигура у савременој културној социологији.

## Каријера
Александар је дипломирао на Харварду 1969. и докторирао на Универзитету Калифорније у Берклију 1978. Његов основни правац била је марксистичка социологија и сарађивао је са Фредом Блоком (енгл. Fred Block). Касније је сарађивао и са Нилом Смелсером (енгл. Neil Smelser), Робертом Белом (енгл. Robert Bella), учеником Талкота Парсонса. Александрова дисертација о теоретској логици социологије је објављена у 4 тома. Први том назван је  Позитивизам, претпоставке и тренутне контроверзе . Други том био је  Антимони класичне мисле: Маркс и Диркем, трећи том је био  Класични покушај теоријске синтезе и четврти том је назван  Модерна реконструкција класичне мисли: Талкот Парсонс . У то време, многи су покушавали да оживе Парсонсове идеје, након деценије критика. Александрова Теоретска логика социологије је била део тог оживљавања.
Предавао је на Универзитету Калифорније у Лос Анђелесу од 1974. године, све док није прешао на Универзитет у Јејлу 2001. године, где је био професор социологије и заменик директора центра за културну социологију.
Александар је био аутор и коаутор десет књига. Он је био један од уредника часописа Теорија социологије, и тренутно је један од уредника Америчког Часописа Културне Социологије.
Добио је почасни докторат Ла Троб Универзитета, из Мелбурна и Универзитет Колеџа Даблин из Ирске. 2004. године освојио је награду „Клифорд Гирк“ за најбољи чланак из области Културне Социологије.
Добио је и 2007. теоретску награду од Асоцијације америчких социолога за најбоље написан чланак. Године 2009. је такође добио награду фондације Мети Доган из области социологије и Интернационалне Социолошке Асоцијације која се додељује сваке четири године као признање за целокупно животно остварењее „за најбољег студента у области и за изванредну међународну репутацију.“
Запажени студенти Џефри Александра укључују Роланда Џејкобса (енгл. Ronald Jacobs), Филипа Смита (енгл. Philip Smith), Исака Рида (енгл. Isaac Reed), Метју Нортона (енгл. Matthew Norton) и Елизабет Бриз (енгл. Elizabeth Breese).

## Неофункционализам
У социологији, неофункционализам представља оживљавање идеја Талкота Парсонса (енгл. Talcott Parsons) од стране Џефрија Ч. Александра који у неофункционализму види пет централних тенденција:
- да се направи форма функционализма која ће бити мултидимензионална и која укључује микро и макро нивое.
- да се функционализам више оријентише ка левици и да се одбаци Парсонсов оптимизам према модерни.
- да се размотри имплицитно демократско поверење функционалне анализе
- да припоји конфликтни правац, и
- да нагласе неизвесности и интеракције креативности

## Културни покрет и снажни програм
Почевши позних 80-их година Александров рад се оријентисао се ка културној социологији. Кључ овог културног покрета била је промена у нагласку односа са Парсонсовим структурним функционализмом и према касном раду Емила Диркема (енгл. Emile Durkheim), који је имао јак интерес у систему културе. Диркемова Основна форма Религијског Живота била је кључна за Александрово мишљење пошто је у овом раду Диркем анализирао правце који скупљају узорке и који се појављују као и улогу ритуала у одржавању солидарности и понављања друштвених норми и вредности заједнице. Александар је покупио специфичност Диркемових студија, да се религијски процеси посматрани у племенским друштвима могу посматрати као релевантни у модерним друштвима. Без обзира да ли модерно друштво верује да је рационално и секуларно, њихов свакодневни живот и процеси, тврди Александар, су подређени колективним очекивањима јаких и емотивних веза.
Александар прави разлику између социологије културе и културне социологије. Социолоија културе види културу као зависну варијаблу која је производ екстра-културалних фактора као што су економија или политички интерес, док културна социологија види културу као нешто што има више аутономије и придаје више пажње унутрашњим значењима. Другим речима, Александров концепт културне социологије претпоставља да идеје и симболички процеси могу независно да делују на социјалне институције, на политику и на саму културу. Александар прави значајну разлику између социолошке перспективе од тад доминантне Бурдејзиског социолошког оквира који претендује да види културне процесе.

### Култура траума
Два његова ранија чланка могу се сматрати весницима његовог више него директног рада са темом трауме. У једном показује да Холокауст није одмах виђен као универзално зло западних култура. У другом показује да афера Вотергејт није одмах схваћена од стране америчког друштва, које је сматрало то само малим ицидентеом. И у једном и другом примеру друштво је променило мишљење. Кључне тврдње оба истраживања је да су оба догађаја која су била трауматична за обично друштво, која нису сама по себи поражавајућа већ су конструисана кроз културне процесе.
Генерално Александар разликује културну трауму, откако он назива, „лежеће траума“ у спцијалном мишљењу. „Лежећа траума“ односи се на идеје конкретне ситуације које су инхерентно трауматичне појединцима који је искусе. На пример идеа трауме у психологији. У сваком случају прилаз „културне трауме“ не може да претпостави да било који догађај ма колико стравичан може бити, претвориће се у трауму за све који се сусретну с њом.

### Социјалне перформансе
Средином 2000. година Александар посвећује пажњу правцима где су актери социјалних или културних перформанси они који представљају социјалне процесе, преко којих актери тј. индивидуе, приказују осталима значење њихове социјалне ситуације. Актери, тврди Александар, веома брину да остали поверују у значење које они покушавају да докажу и до краја покушавају да створе перформансе које ће изгледати што аутентичније. да би то урадили ступају, у како то Александар назива, „прагматичну куптуру“ и стварају разне елементе социјалне перформансе: систем колективне презентације, значење симболичке производње.
Александар тврди да у племенским друштвима, разни елементи културних перформанси су уско повезани и да су укључени у колективне ритуале у којима цело племе учествује и има искуство. У модерној науци разни елементи постају неповезани и због тога актери који желе да изгледају аутентично морају да се угледају на разне репертоаре. „Фузија“ према Александровим речима, је моменат у перформанси када се разни елементи заједно уклопе стварајући ефективнији перформанс. Неуспела перформанса биће она где се публика схвати као неаутентична и неће створити осећај поистовећивања који су актери планирали.

### Исконска свесност
У скоријим годинама, Александар је обратио пажњу на материјалне аспекте културе, проширујући специфичну грану културне социолологије. Како је дефинише, исконска свесност настаје „када естетски обликована материјалност означава социјалну вредност. Контакт са овом естетичком површином без обзира каквог је мириса, додира, ускуса обезбеђује сензуално искуство које пребацује значење.“ Александар се надовезао на Диркемов појам симболичког колективног представљања како би пронашао начин на који култура функционише.
Студије које су биле исто оријентисане као Александар, изгледале су, на пример, у оном смислу, у ком је архитектура имала дубљи смисао структуре тј. имају дубоку емоционалну резонанцу, која се односи на друштво. Остали су проширили идеју исконске свести у рејон познатих и истражили су начине на који познати са једне стране показују привлачну естетичку површину а са друге стране, кондензујуе и преносе локус „дубоког“ значења које се резонује са публиком.

### Перформативне револуције
По узору на Египатску револуцију, Александар је спровео студију револуционарних месеци, од културно социолошког правца, примењујући неке своје претходне теорије да би разумели начине на који различити људи као што су, новинари, блогери и јавни глумаци протестују. И притом показао како су убедили су Египатску војску да се окрене против режима. Кључ за разумевање револуције, тврди Александар, је бинарна структура ових различитих актера који се односе на Мулбараков режим, описивајући га као застарео и корумпиран режим, убедили су ширу јавност да је то претња по Египатско друштво.

## Кључне објаве

### Изабрани чланци
- Alexander, Jeffrey C (2008). „Clifford Geertz and the Strong Program: The Human Sciences and Cultural Sociology”. Cultural Sociology. 2 (157): 157—168. doi:10.1177/1749975508091030.
- Alexander, Jeffrey C (2008). „Iconic Consciousness: The Material Feeling of Meaning”. Environment and Planning D: Society and Space. 26 (5): 782—794. Bibcode:2008EnPlD..26..782A. doi:10.1068/d5008.
- Alexander, Jeffrey C. On the Social Construction of Moral Universals.. Reprinted in: Alexander et al., Cultural Trauma and Collective Identity. . University of California Press. 2004. стр. 196—263. Недостаје или је празан параметар |title= (помоћ)
- Alexander Jeffrey C (2004). „Cultural Pragmatics: Social Performance between Ritual and Strategy”. Sociological Theory. 22 (4): 527—573. doi:10.1111/j.0735-2751.2004.00233.x.. 2004.
- Alexander, Jeffrey C. (2004). „From the Depths of Despair: Performance, Counterperformance, and "September 11"”. Sociological Theory. 22 (1): 88—105. S2CID 145780379. doi:10.1111/j.1467-9558.2004.00205.x..
- Smith, Philip; Alexander, Jeffrey C. (1996). „Durkheim's Religious Revival The Elementary Forms of Religious Life. Emile Durkheim , Karen E. Fields”. American Journal of Sociology. 102 (2): 585—592. S2CID 146832538. doi:10.1086/230959..
- Alexander, Jeffrey C. (1985). „Habermas's New Critical Theory: Its Promise and Problems The Theory of Communicative Action. Vol. 1, Reason and the Rationalization of Society”. American Journal of Sociology. 91 (2): 400—424. S2CID 146951730. doi:10.1086/228287. Пронађени су сувишни параметри: |author= и |last1= (помоћ).
- Alexander, Jeffrey C (1978). „Formal and Substantive Voluntarism in the Work of Talcott Parsons: A Theoretical and Ideological Reinterpretation”. American Sociological Review. 43 (2): 177—198. JSTOR 2094698. doi:10.2307/2094698..

### Новије књиге
- The Dark Side of Modernity. (Polity 2013)
- Trauma: A Social Theory. (Polity 2012)
- Performative Revolution in Egypt: An Essay in Cultural Power. (Bloomsbury USA, 2011)
- Performance and Power. (Polity, 2011)
- Interpreting Clifford Geertz: Cultural Investigation in the Social Sciences. (Palgrave Macmillan, 2011) (ed., with Philip Smith and Matthew Norton)
- The Performance of Politics: Obama's Victory and the Democratic Struggle for Power. Oxford University Press. 2010. ISBN 978-0-19-974446-6.
- The New Social Theory Reader (2nd изд.). (Routledge, 2008) (with Steven Seidman)
- A Contemporary Introduction to Sociology: Culture and Society in Transition. (Paradigm Publishers, 2008) (with Kenneth Thompson)
- The Civil Sphere. Oxford University Press. 2006. ISBN 978-0-19-516250-9.
- Social Performance: Symbolic Action, Cultural Pragmatics, and Ritual. Cambridge University Press. 2006.. (with Bernhard Giesen and Jason Mast)
- The Cambridge Companion to Durkheim. Cambridge University Press. 2005.. (ed., with Philip Smith)
- Cultural Trauma and Collective Identity. University of California Press. 2004.. (with Ron Eyerman, Bernhard Giesen, Neil J. Smelser and Piotr Sztompka)
- The Meanings of Social Life: A Cultural Sociology. Oxford University Press. 2003.
- Narrating Trauma: On the Impact of Collective Suffering. (Paradigm Publishers, 2011) (with Ron Eyerman and Elizabeth Butler Breese)